# Richard Pietraß
Richard Pietraß (* 11. Juni 1946 in Lichtenstein (Sachsen)) ist ein deutscher Lyriker, Übersetzer und Herausgeber.

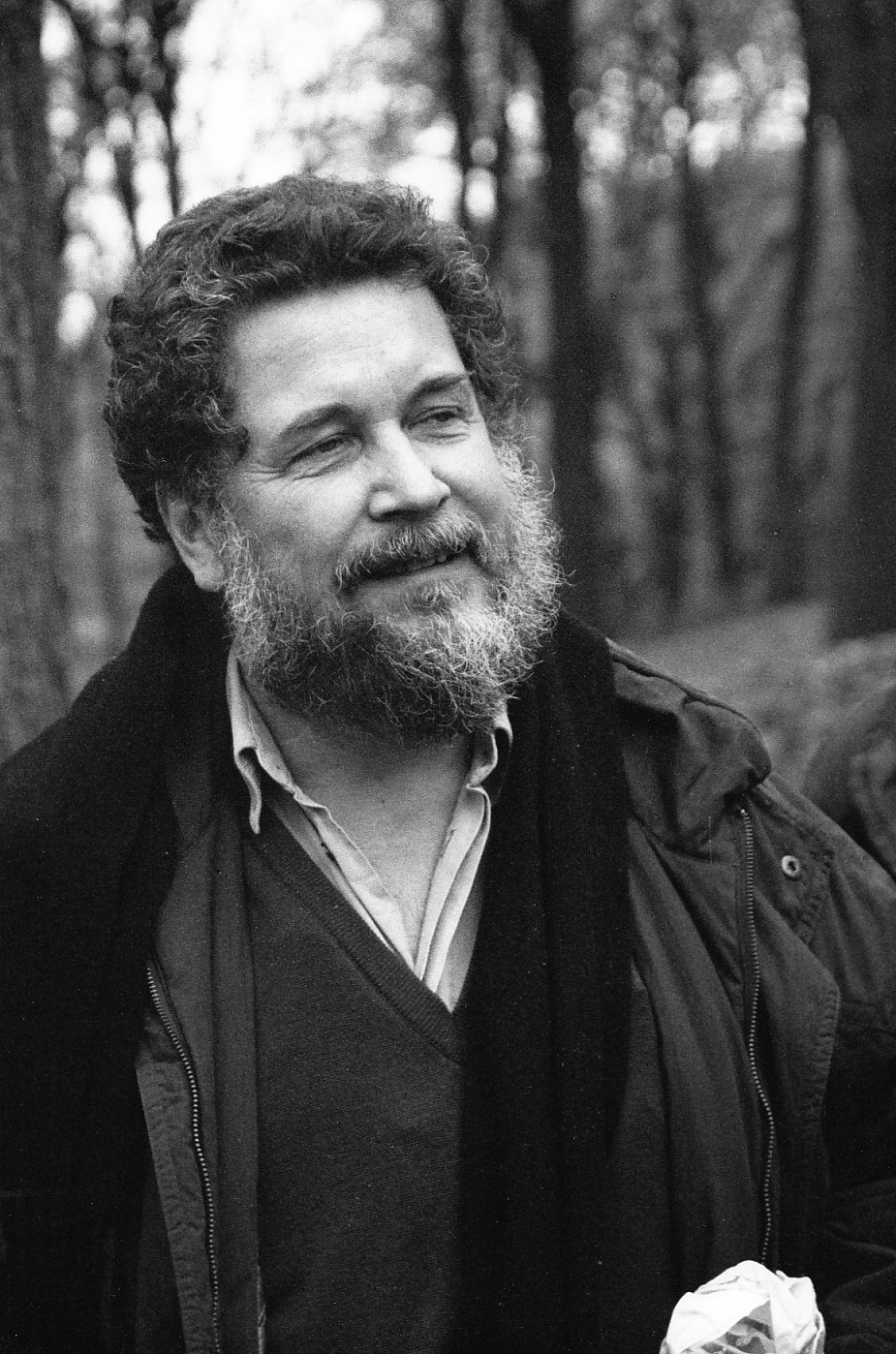
Richard Pietraß (1996)

## Leben
1965 machte Pietraß das Abitur. Er erwarb den Facharbeiterbrief als Metallhüttenwerker, arbeitete als Hilfspfleger und leistete danach seinen Wehrdienst ab. In den Jahren 1968 bis 1975 absolvierte er ein Studium der Klinischen Psychologie und ein Forschungsstudium an der Humboldt-Universität zu Berlin. Von 1975 bis 1979 war er Lektor für Lyrik im Verlag Neues Leben und zugleich Redakteur der Literaturzeitschrift Temperamente. Von 1977 an gab Pietraß die Lyrikreihe Poesiealbum heraus. Nach Ablösung der Redaktion und seinem erzwungenen Ausscheiden aus dieser im Jahr 1979 ist er freier Schriftsteller. 1989 wurde er ins PEN-Zentrum Deutschland gewählt, seit 2000 ist er Mitglied der Sächsischen Akademie der Künste und war dort 2001–2011 Sekretär der Klasse Literatur und Sprachpflege. Von 2009 bis 2012 –  in Nachfolge von Bernd Jentzsch wie schon in den 1970er Jahren – war er Herausgeber der im Märkischen Verlag Wilhelmshorst erscheinenden Lyrikreihe Poesiealbum. 2019 erfolgte die Wahl zum Mitglied der Deutschen Akademie für Sprache und Dichtung Darmstadt. Pietraß lebt und arbeitet in Berlin.

## Auszeichnungen
- 1992 Ehrengabe der Deutschen Schillerstiftung Weimar
- 1994 Literaturpreis des Kulturkreises der Deutschen Wirtschaft
- 1999 Wilhelm-Müller-Preis des Landes Sachsen-Anhalt
- 2004 Erwin-Strittmatter-Preis des Landes Brandenburg
- 2007 Stipendium Künstlerhaus Edenkoben
- 2008 Stadtschreiber zu Rheinsberg
- 2009 ver.di-Literaturpreis
- 2020 Übersetzerpreis Ginkgo-Biloba für Lyrik[3]

## Veröffentlichungen
- Poesiealbum 82. Gedichte. Berlin 1974
- Notausgang. Gedichte. Berlin und Weimar 1980
- Freiheitsmuseum. Gedichte. Berlin und Weimar 1982
- Spielball. Gedichte. Berlin und Weimar 1987
- Was mir zum Glück fehlt. Ausgewählte Gedichte. Frankfurt/M. 1989
- Ostkreuz. Prosaminiaturen. Mit Radierungen von Ursula Strozynski. Edition Mariannenpresse, Berlin 1990
- Frau Naseweis. Kinderbuch. Berlin 1990
- Weltkind. Ausgewählte Gedichte. Leipzig 1990
- Letzte Gestalt. Gedichte. Warmbronn 1994
- Randlage. Gedichte. Warmbronn 1996
- Grenzfriedhof. Gedichte. Mit Lithografien von Liz Mields-Kratochwil. Berlin 1998
- Kolonnenweg. Ausgewählte Gedichte. Aschersleben 2000
- Die Gewichte. Hundert Gedichte. Ebenhausen bei München 2001
- Schattenwirtschaft. Gedichte. Leipzig 2002
- Totentänze. Gedichte mit sieben Holzschnitten von Karl-Georg Hirsch. Leipzig 2002
- Vorhimmel. Liebesgedichte. Blieskastel 2003
- Die Aussicht auf das Wort. Warmbronn 2006
- Freigang. Gedichte. Leipzig 2006
- Mit einem Bein in Liechtenstein. Ein Tagebuch. Faber und Faber. Leipzig 2007
- Wendekreis. Kloster Mildenfurth 2007
- Leuchtspur. Schreyahner Schnuppen. Bergen (Holland) 2008
- Binzer Schatzbrief. Liebesgedichte 2008
- Traumsaum. Aufwachgedichte. Rheinsberg 2008
- Sternenstaub. Haikus. 2009
- Kippfigur. Ein Kiebitzbuch über die Schulter von Richard Pietraß geschaut. Edition ZWIEFACH. Berlin 2009
- in: Dichtung des 20. Jahrhunderts: Meine 24 sächsischen Dichter, Hrsg. Gerhard Pötzsch,  2 CDs,  Militzke Verlag Leipzig 2009, ISBN 978-3-86189-935-8
- Pariser Lust/Au Plaisir de Paris. Gedichte. Deutsch-Französisch. Ins Französische übertragen von Alain Lance und Gabriele Wennemer. Verlag Ulrich Keicher. Warmbronn 2011
- Wandelstern. Die Naturgedichte. Mit Kupferstichen von Baldwin Zettl. Edition Ornament. Bucha bei Jena 2012
- Lustwandel. Gedichte. Mit Aquarellen von Gerda Lepke. Edition Petit. Verlag SchumacherGebler. Dresden 2014
- Dichterleben. Steckbriefe und Kußhände. Verlag Ulrich Keicher. Warmbronn 2016
- LyrikHeft 19. Mit sechs Originalfarbholzschnitten von Andrea Lange. Sonnenberg-Presse Chemnitz und Kemberg 2016
- Wünschelrute. Gedichte. Mit Handsiebdrucken von Gerda Lepke. Künstlerbuch 2016
- Wünschelrute. Lebenswege, Liebeswege, Reisewege. Mitschnitt der Autorenlesung im Café Canapé in Berlin-Pankow am 21. Januar 2016. Verlag matrosenblau 2016
- Nuit Ailée/Beflügelte Nacht. Gedichte. Deutsch-Französisch. Ins Französische übertragen von Alain Lance und Gabriele Wennemer. Editions L´Oreille du Loup. Paris 2017
- Amerikanische Grillen. Pennsylvanisches Tagebuch. Mit Collagen von Wolfgang Petrovsky. Edition Petit. Verlag SchumacherGebler. Dresden 2017
- Coronaden. Verlag Schumacher/Gebler. Dresden 2020
- Aufgehoben im Labyrinth des Worts. Leben und Werk des Dichters Richard Pietraß. Die Ausstellung im Daetz-Zentrum Lichtenstein 2019. SchumacherGebler Dresden 2020
- Gästeliste. Gedichte. Mit Zeichnungen von Thea Richter. Verlag SchumacherGebler. Dresden 2021
- Wimpernschläge. Wegworte Herzorte. Mit Linolschnitten von Eva Gallizzi. Verlag Manfred Richter. Dresden 2024

## Nachdichtungen und Übersetzungen (Auswahl)
- Seamus Heaney: Norden. Leipzig 1987
- Boris Pasternak: Die Gedichte Juri Shiwagos. Berlin und Weimar 1992
- Seamus Heaney: Dank an die Poesie. Nobelpreisrede. Warmbronn 1999, erweiterte Ausgabe 2013 (mit zwei Gedichten)

## Herausgaben
- Uwe Greßmann: Lebenskünstler. Leipzig 1982
- Albin Zollinger: Stille des Wunders. Berlin 1984
- Inge Müller: Wenn ich schon sterben muß. Berlin 1985
- Hans Arp: Opus Null. Berlin und Weimar 1988
- H. C. Artmann: wenn du in den prater kommst. Berlin 1988
- Edith Södergran: Klauenspur. Leipzig 1990
- Lars Gustafsson: Poets Corner II. Berlin 1992
- Meine Nackademie. Sächsische Liebesgedichte. Hg. mit Peter Gosse. Halle 2003
- Ich bin ein schwaches Boot ans große Schiff gehangen. Die Lebensreise des Paul Fleming in seinen schönsten Gedichten. Mit Grafiken und Lesarten sächsischer Bildkünstler und Dichter. Hrsg. von Richard Pietraß unter Mitarbeit von Peter Gosse. Edition Cornelius. Halle/Saale 2009
- Reihe Poesiealbum im Märkischen Verlag Wilhelmshorst:
  - 2009: Heft 282: Georg Heym; H. 283: Seamus Heaney; H. 284: Wolfgang Hilbig; H. 285: Inger Christensen
  - 2010: H. 286: Thomas Rosenlöcher; H. 287: Nelly Sachs; H. 288: Christoph Meckel; H. 289: Christine Lavant; H. 290: Boris Pasternak; H. 291: Hermann Kasack
  - 2011: H. 292: Rose Ausländer; H. 293: Peter Rühmkorf; H. 294: Guillaume Apollinaire; H. 295: Jan  Wagner; H. 296: Heinrich von Kleist; H. 297: Wilhelm Lehmann
  - 2012: H. 298: Tomas Tranströmer; H. 299: Tadeusz Rózewicz; H. 300: Gottfried Benn; H. 301: Elke Erb; H. 302: Günter Grass; H. 303: Hans Sahl
  - 2015: H. 318: Les Murray
  - Marina Zwetajewa: Der Drang nach Haus. Gedichte aus dem Exil. Berlin 2019